# Aki Ichijō
Aki Ichijō (一乗アキ?, Ichijō Aki; Hiroshima, 13 novembre 1969) è un'ex cestista giapponese.

## Carriera
Con il Giappone ha disputato i Giochi olimpici di Atlanta 1996 e due edizioni dei Campionati del mondo (1990, 1994).